# Cape St George Lighthouse

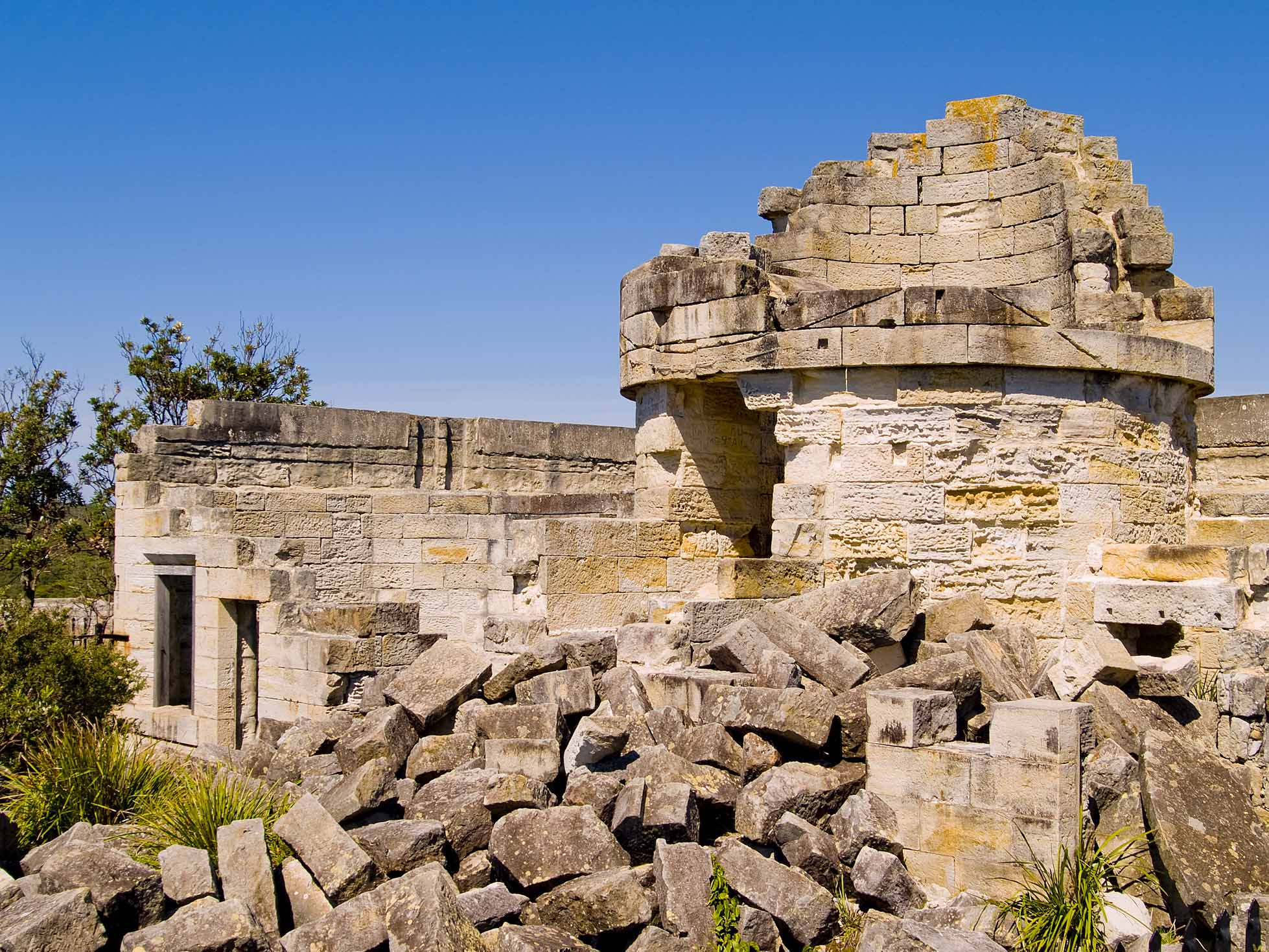
Die Ruine des Cape St George Lighthouse

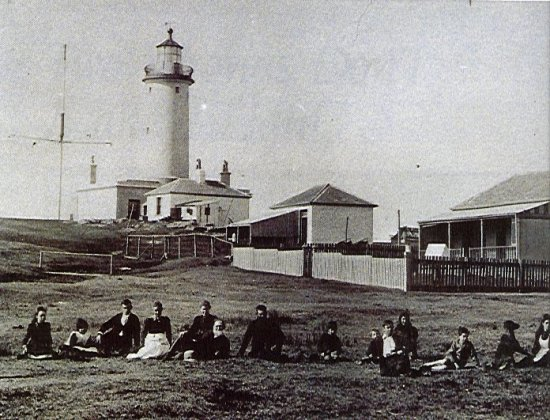
Historisches Bild des Cape St George Lighthouse

Cape St George Lighthouse war als Leuchtturm von 1860 bis 1899 in Betrieb. Es handelt sich um einen Turm an der Jervis Bay im Jervis Bay Territory in Australien.
Als der aus Sandstein bestehende Leuchtturm fertiggestellt war und von seiner Position aus Lichtsignale sendete, wurde festgestellt, dass er nicht optimal positioniert war und sein Licht nicht vom Norden her gesehen werden konnte. Damit warnte er nicht ausreichend vor den gefährlichen Riffen vor der Küste. Dennoch blieb er bis ins Jahr 1896 in Betrieb und fiel anschließend der Zerstörung anheim.
Zerstört wurde er vermutlich, weil er falsch positioniert war oder weil es Irritationen beim Sichten von zwei Leuchttürmen, auch des auf der anderen Seite gelegenen Point-Perpendicular-Leuchtturm, von der Seeseite aus gab oder es zum Übungsbeschuss der australischen Royal Australian Navy kam.